# Eupithecia fuscosparsata
Eupithecia fuscosparsata är en fjärilsart som beskrevs av Franz Dannehl 1927. Eupithecia fuscosparsata ingår i släktet Eupithecia och familjen mätare. Inga underarter finns listade i Catalogue of Life.